# Duraczów (Kielce)
Pour l’article homonyme, voir Duraczów (Końskie).
Duraczów est une localité polonaise de la gmina de Łagów, située dans le powiat de Kielce en voïvodie de Sainte-Croix.